# Назаре (район)
Назаре (порт. Nazaré) — район (фрегезия) в Португалии, входит в округ Лейрия. Является составной частью муниципалитета Назаре. По старому административному делению входил в провинцию Эштремадура. Входит в экономико-статистический субрегион Оэште, который входит в Центральный регион. Население составляет 10 080 человек на 2001 год. Занимает площадь 40,68 км².